# Carsten Jensen
Carsten Jensen, né le 24 juillet 1952 à Marstal, sur l'île d'Ærø au Danemark, est un écrivain et journaliste danois.

## Biographie
Titulaire d'une maîtrise ès-lettres de l'université de Copenhague, il écrit tout d'abord dans le quotidien Politiken et collabore ensuite à divers autres titres de la presse danoise : Dagbladet Information, Aktuelt, Ekstra Bladet et Jyllands-Posten. De 1985 à 1990, il est rédacteur en chef de la revue Fredag.
En 1997, il reçoit le Laurier d'or des libraires danois pour son récit de voyage Jeg har set verden begynde, paru en 1996. 
Il enseigne à partir de 2001 à la faculté des lettres de l'université d'Odense ("université du Sud du Danemark") et participe à des émissions de télévision.
En 2007, la station de radio P2 lui décerne le prix du roman pour Nous, les noyés (Vi, de druknede), son premier roman. Cet ouvrage sera également couronné par le Prix littéraire de la Banque du Danemark, doté de 300 000 couronnes danoises (soit 40 000 euros). En 2010, Carsten Jensen est lauréat du prix Olof-Palme, décerné par la Fondation suédoise Olof-Palme. La même année, en France, il reçoit le prix Gens de mer, doté de 3 000 euros, qui lui est remis lors du festival Étonnants Voyageurs de Saint-Malo.

## Œuvre
L'œuvre de Carsten Jensen comprend des essais, des récits de voyages et un roman.
- Salg, klasse og død, 1975
- Sjælen sidder i øjet, 1985
- På en mørkeræd klode, 1986
- Souveniers fra 80'erne, 1988
- Kannibalernes nadver, 1988
- Jorden i munden, 1991
- Af en astmatisk kritikers bekendelser, 1992
- Forsømmelsernes bog, 1993
- Jeg har set verden begynde, 1996
- Jeg har hørt et stjerneskud, 1997
- År to & tre, 1999
- Oprøret mod tyngdeloven, 2001
- Jorden rundt (2003)
- Livet i Camp Eden (2004)
- Det glemte folk - en rejse i Burmas grænseland (2004)
- Vi, de druknede (2006)
- Sidste rejse (2007)
- Vi sejlede bare - virkeligheden bag Vi, de druknede (2009)
- Ud (2010)
- Horisonter (2011)
- Den første sten (2015)
- Krigen der aldrig ender (2016)

## Traductions
Depuis quelques années, les traductions en langues étrangères des œuvres de Carsten Jensen se multiplient. Les droits de traduction de Nous, les noyés ont été vendus dans une vingtaine de pays. Rien qu'en 2013, les droits ont été vendus à des éditeurs serbe (Čarobdna Kniga, Belgrade), hongrois (Kossuth, Budapest), turc (Dedalus), bulgare (Janet45, Sofia) et portugais (Bertrand, Lisbonne).
- En français :
  - Nous, les noyés, titre original Vi, de druknede, traduit du danois par Alain Gnaedig[1] et Hélène Hervieu, éditions Libella-Maren-Sell, Paris 2010[2]
  - Le Dernier Voyage, titre original Sidste rejse, traduit du danois par Alain Gnaedig, éditions Libella—Maren-Sell, Paris 2014
  - La Première Pierre, titre original Den første sten, traduit du danois par Nils Ahl, éditions Libella—Phébus, Paris 2017[3]